# Lassina Traoré (Fußballspieler, 2001)
Lassina Chamste Soudine Franck Traoré (* 12. Januar 2001 in Bobo-Dioulasso) ist ein burkinischer Fußballspieler, der aktuell bei Schachtar Donezk unter Vertrag steht. Er ist seit Mai 2017 burkinischer Nationalspieler.

## Karriere

### Verein
Lassina Traoré begann mit dem Fußballspielen beim burkinischen Verein Rahimo FC und wechselte im Juli 2017 in die Nachwuchsabteilung von Ajax Cape Town. Nach seinem 18. Geburtstag wechselte er im Januar 2019 zu Ajax Amsterdam in die Eredivisie, wo er einen 3-1/2-Jahres-Vertrag unterzeichnete. Bei Ajax spielte er vorerst in der Reservemannschaft. Am 28. Januar 2019 (22. Spieltag) debütierte er bei der 1:3-Heimniederlage gegen den FC Volendam bei Jong Ajax in der Keuken Kampioen Divisie und erzielte in diesem Spiel den einzigen Treffer seiner Mannschaft. In der Reserve etablierte er sich rasch als Stammspieler und zeigte in dieser Saison 2018/19 hervorragende Leistungen. Er kam in 14 Ligaspielen zum Einsatz, in denen er acht Tore und drei Vorlagen beisteuerte. Am Ende der Spielzeit wurde er vom Trainer Erik ten Hag in die erste Mannschaft hochgezogen und debütierte am 12. Mai 2019 (33. Spieltag) beim 4:1-Heimsieg gegen den FC Utrecht, als er in der Schlussphase der Partie für Klaas-Jan Huntelaar eingewechselt wurde. Mit diesem Sieg sicherte sich der Hauptstadtverein die niederländische Meisterschaft.
Die folgende Saison begann er in der Reserve, für die er bis Dezember 2019 in 17 Einsätzen 13 Tore erzielte und sieben weitere Treffer vorbereitete. Nach diesem starken Saisonstart kam er ab Dezember in der ersten Mannschaft zu mehr Einsatzzeit. Am 22. Dezember 2019 (18. Spieltag) erzielte er beim 6:1-Heimsieg gegen den ADO Den Haag einen Treffer und bereitete ein Tor vor. In dieser Saison gelangen ihm in neun Ligaspielen der ersten Mannschaft zwei Tore und genauso viele Vorlagen. Parallel dazu absolvierte er 17 Ligaspiele für die Reserve, in denen er 13 Tore erzielte und sieben weitere Treffer vorbereitete. Am 24. Oktober 2020 (6. Spieltag) erzielte er beim 13:0-Auswärtssieg gegen den VVV-Venlo in der Eredivisie fünf Tore und bereitete zusätzlich drei weitere Treffer seiner Mannschaft vor.

### Nationalmannschaft
Traoré bestritt am 4. Mai 2017 beim 1:1 gegen den Benin sein Debüt für die burkinische A-Nationalmannschaft. In diesem Spiel gelang ihm auch sein erstes Länderspieltor.

## Erfolge
Ajax Amsterdam
- Niederländischer Meister: 2018/19 2020/21 2021/22
- Niederländischer Pokalsieger: 2019, 2021

Shakhtar Donetsk
- Ukrainischer Pokal: 2023
- Ukrainische Meisterschaft: 2023